# 岩柿
岩柿（学名：Diospyros dumetorum）为柿科柿属下的一个种。

## 扩展阅读
- 維基物種上的相關：岩柿